# Lunette (horlogerie)
En horlogerie, une lunette est un dispositif circulaire entourant le cadran d'une montre.

## Lunette tournante
Certaines montres possèdent une lunette tournante, capable de pivoter tout autour du cadran. Une lunette tournante graduée en minutes sert principalement à mesurer le temps écoulé, en plaçant l'index "60" en face de l'aiguille des minutes au début de la période mesurée. Sur une montre de plongée, cette fonction sert à quantifier le temps passé sous l'eau, et la lunette doit être unidirectionnelle (ne tournant que dans le sens antihoraire) par sécurité.
Lorsqu'elle est graduée en heures, une lunette tournante s'utilise plutôt avec l'aiguille des heures, elle permet de fixer un deuxième fuseau horaire : le décalage entre les index du cadran et ceux de la lunette correspondant au décalage entre les deux fuseaux considérés. 

## Galerie d'image
|                                                                          |
| Montre de plongée Omega Seamaster, lunette tournante graduée en minutes. |

|                                                      |
| Tudor Heritage, lunette tournante graduée en heures. |

|                   |
| lunette démontée. |

|                                            |
| lunette tournante interne (sous le verre). |

|                                                       |
| Montre "GMT" : lunette 24h pour un 3e fuseau horaire. |